# Mephisto Walz (banda)
Mephisto Walz es una banda de rock gótico estadounidense formada en 1985. La discografía de la banda incluye muchos álbumes de larga duración que abarcan casi tres décadas, a través de Cleopatra Records y otras disqueras.

## Discografía

### Albums y EP
- 1992: Crocosmia (Compilación)
- 1992: As Apostles Forget (EP)
- 1993: Terra-Regina
- 1994: The Eternal Deep
- 1995: Thalia
- 1995: Mosaique (Compilación)
- 1998: Immersion
- 2000: Early Recordings 1985–1988 (Compilación)
- 2004: Insidious[1]
- 2011: IIIrd Incarnation[2]
- 2013: New Apostles[3]
- 2017: Scoundrel
- 2018: Immersion II
- 2018: Rarities 1989 (Compilación)
- 2020: All These Winding Roads